# Habo IF
Habo IF är en fotbollsförening från Habo i Sverige. Fotbollslaget spelar sina hemmamatcher på Slättens IP i östra utkanten av Habo, där även klubbstugan finns.

## Historia
Habo IF bildades den 26 april 1926. 1929 gick Habo IF med i Riksidrottsförbundet. Avdelningar för fotboll och friidrott fanns med från starten. På programmet har även andra idrotter funnits, som lades ner efter ett beslut den 8 mars 1998. En fotbollsplan fanns vid Slätten när föreningen grundades.

### Cykelsport
Avdelningen tillkom 1928.

### Bandy
Habo IF var tidigare berömt för sin bandy, som man tränade och spelade sedan starten. Bandy spelades i inledningen på flera isar, Spinnardammen, Dalagölen, Klerebodammen och Gölasjöarna. Inför bandysäsongen 1935–1936 stod Gunnevi IP färdig för spel.
Tre gånger under 1940-talet kvalspelade laget till Division I. 1944 förlorade Habo IF med 3-6 på hemmaplan mot IFK Nässjö.
En känd bandyspelare är Jan "Habo" Johansson under 1960-talet. Då han var 15 år gjorde han debut i Habo IF:s A-lag. Han spelade sedan bandy för Nässjö IF. Han spelade för Sveriges landslag under 1960-talet och blev VM-silvermedaljör.
I februari 1992 invigdes en bandyanläggning på Slättens IP, och A-herrlagets hemmamatcher flyttades dit. Efter säsongen 1997/1998 lades bandyverksamheten ner.

### Bordtennis
Avdelningen tillkom under 1930-talet.

### Fotboll
1929 var det premiär för Habo IF:s fotbollslag i seriespel. Laget deltog i pokalserien kallad Mössebergsserien. Habo IF vann serien. På årsmötet 1930 beslutade man att idrottsplatsen skulle förbättras och byggas ut.
1977 vann A-herrlaget Division IV, motsvarande det som sedan 2006 är Division II, och spelade 1978 i Division III men åkte samma år ur serien. Habo har sedan dess haft en del framgångsrika ungdomslag. Bland dessa kan nämnas pojkarna födda år 1986 och 1990.
Habo IF är Erik Edmans moderklubb. I mitten av 1990-talet spelade Zlatan Muslimovic, som kom till Sverige 1993, för Habo IF innan han gick till Husqvarna FF inför 1997 års säsong. Jesper Svensson, som senare gick till Jönköpings Södra IF, är också fotbollsfostrad i Habo IF.
Säsongen 2009 vann damlaget sin serie i Division IV och avancerade sig upp till Division III. En andraplats där gav en friplats till division II 2011, men sejouren på denna nivå blev ettårig. 2012 spelar laget således åter i division III. 
Herrlaget kom 2011 tvåa i division 4, och kvalade sig därefter upp till division 4 elit. Från säsongen 2025 spelar herrlaget i division 4.
I november 2016 mottog föreningen Nordahlstipendiet under Fotbollsgalan.

### Friidrott
I det svenska pojklandslaget i friidrott har Andreas Wulff, Johan Rogö och Magnus Lönquist deltagit i herrarnas mångkamp. Leif Jonsson vann bronsmedaljen på 200-meter löpning för herrar vid junior-EM i friidrott i dåvarande Jugoslavien 1989. Leif Jonsson vann även fem silvermedaljer och sju bronsmedaljer vid senior-SM i friidrott. Friidrottssektionen bedrivs sedan 2004 inte längre i Habo IF:s regi, utan drivs istället utan den då nystartade klubben Habo Friidrott 04.

### Gymnastik
Avdelningen tillkom under 1930-talet.

### Gång
Avdelningen tillkom under 1930-talet.

### Handboll
Klubben startade handbollssektion 1983, och tränade då i Fagerhus i Fagerhult. År 1990 bröt sig handbollen loss, och bildade Habo HK.

### Skidsport och orientering
Avdelningen för skidsport tillkom 1928 och avdelningen för orientering under 1930-talet. Numera är OK Gränsen den Haboförening som ägnar sig åt dessa sporter.